# 湖南路 (青岛)
湖南路是中华人民共和国山东省青岛市市南区的一条东西向道路，也是全市最早建成的一批道路之一。道路东起龙口路，与张店支路、江苏路、日照路、沂水路、德县路、莒县路、明水路、安徽路、浙江路、中山路、河南路、蒙阴路等12条马路交汇，西抵泰安路上的铁路青岛站。

## 概况

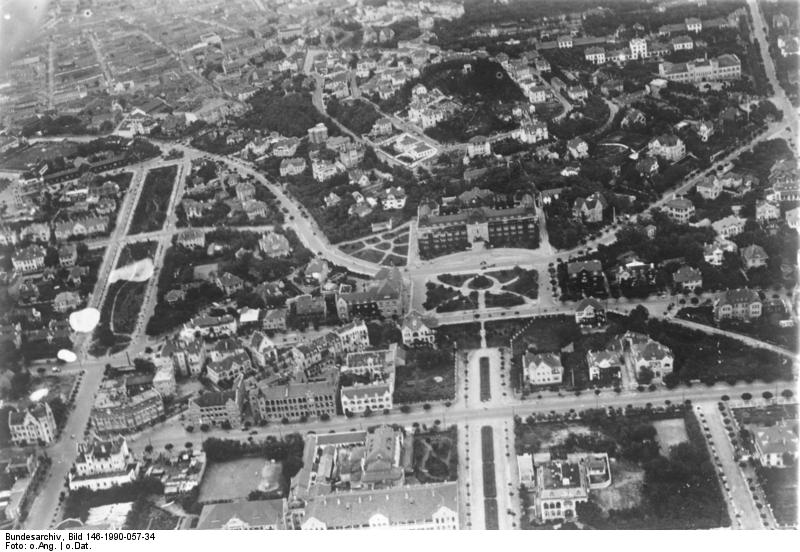
照片最下侧横向道路即为湖南路

湖南路全长1447米，宽15米道路于德占时期始建，今江苏路以西的大部分路段约修建于1899-1901年，以东段修建于1909年以后，根据德意志帝国海因里希亲王妃伊伦娜之名定名为伊伦娜街（德語：Irenestraße，旧汉译依列女街），1914年日本占领后改名为久留米町（日语：／）。
该道路早在1898年9月胶澳总督府颁布的城市规划初稿即已出现，距离海岸两个街区，与南侧的广西路平行，被规划为别墅住宅区。其中山路以西段曾被规划为货场、工厂用地，但并未实施，此路段在1911年辛亥革命后多为华人地产，其中不少为前清贵族官员建造的房屋。如今湖南路安徽路路口以东段历史面貌保存较好，保存历史建筑较多，以西段大部分历史建筑已不存在。

## 周边历史建筑介绍

### 龙口路-江苏路段北侧

#### 龙口路36号
湖南路东端、湖南路龙口路路口的北侧为龙口路36号，约建于1914年，曾为横滨正金银行青岛支店经理安西政一郎住宅，其女安西篤子为小说家。有说法称戴笠卒于飞机失事前曾在此短暂居住。该楼1949年后为军产，现闲置。

#### 湖南路1号、3号
湖南路1号位于龙口路36号西侧军事管理区的西侧，为建于第一次日占时期的住宅，分前后两座楼，均为两层蒙莎屋顶。其西侧湖南路3号亦为建于第一次日占时期的住宅，现为青岛市湖南路幼儿园。
- 1920年代末的湖南路龙口路路口一带，右侧近路口处建筑为龙口路36号，其右侧为湖南路1号，及路南侧的督署学校新楼，时为日本第二寻常小学
- 湖南路1号，2016年秋
- 督署小礼拜堂旧址湖南路视角，1946年
- 湖南路5号，2016年

#### 督署小礼拜堂
湖南路张店支路路口西侧的江苏路小学教学楼原址是建于1899年的督署小礼拜堂，1910年江苏路基督教堂建成前，这里是青岛主要的信义会教堂。1910年后改为督署学校的体育馆。1998年江苏路小学改造时被拆除。

#### 湖南路5号
湖南路5号为一日本现代风格住宅，可能建于1930或1940年代，建筑两层，有阁楼。现为民居。

#### 湖南路7号
湖南路7号（江苏路5号）建于1914年，最初是德籍船舶机械师奥托·施蒂洛（Otto Stielow）的房产。现为民居。

### 龙口路-江苏路段南侧

#### 督署学校新教学楼旧址
湖南路该路段南侧为德占时期青岛督署学校建于1906-1907年的新校舍，门牌号为广西路1号，1914年以后成为日本当局管辖的青岛小学校，武定路第一寻常小学校建立后，该校改为第二寻常小学校。1945年日本投降后成为美军驻地，1946年发生火灾，屋顶被全部烧毁，修复时直接改为平顶，1949年后又增建四楼。1949年至今为海军驻地。现为青岛市历史优秀建筑、市南区一般不可移动文物。

#### 湖南路4号
湖南路4号为约建于1914年，初建时是德国商人海因里希·阿伦斯（Heinrich Ahrens）所开办的建筑公司的地产。1914年青岛战役时遭到日军轰炸损坏。此后该楼可能成为汇丰银行的地产，为汇丰银行经理住宅。现为民居，为青岛市历史优秀建筑。
- 督署学校新楼旧址火灾后，湖南路视角，1940年代
- 湖南路江苏路路口东侧，2013年1月
- 湖南路7号，2021年
- 湖南路4号，2018年

### 江苏路-青岛路段北侧

#### 大法官魏尔克住宅
湖南路9号（江苏路2号乙）电业局招待所的位置，是胶澳皇家法院大法官格奥尔格·魏尔克（Georg Wilke）住宅的原址，约建于1900年，为胶澳总督府为高级官员建造的住宅，魏尔克在此居住至1902年，拆除时间不详。
湖南路9号还包括了魏尔克住宅原址西侧一栋历史建筑的原址，为一栋二层四坡屋顶住宅，可能建于德占时期的1910年代，与今沂水路8号同属一个地块，1913年地籍图显示该地块属于李鸿章之子李经迈，拆除时间不详。

#### 里特豪森住宅旧址
湖南路11号最初为德商奥托·里特豪森（Otto Ritthausen）创建的大森洋行的地产，建成于1901年。现为市南区江苏路幼儿园（原称市南区机关幼儿园），为青岛市历史优秀建筑、市南区一般不可移动文物。

#### 湖南路13号美国长老会住宅旧址
湖南路13号是始建于1899的美国长老会住宅旧址，为美国长老会在青岛建设的第一座建筑，最初为长老会牧师柏尔根的住宅，其后又有多名长老会传教士在此居住，现为民居。
- 湖南路旧影，自左至右分别为为11号里特豪森住宅、9号西侧住宅、魏尔克住宅
- 里特豪森住宅旧址，2021年
- 1901年的湖南路，右侧为里特豪森住宅（即将建成），左侧为湖南路13号美国长老会住宅，两楼后侧为德国海军第三营营长官邸
- 湖南路13号，2016年

#### 湖南路15号祥福洋行公寓旧址
湖南路15号约建于1910年，最初为德籍商人兼业余建筑师阿尔弗雷德·希姆森（Alfred Siemssen）所创建的祥福洋行地产公司建设的双联公寓，有说法称后来在台湾成为中华民国行政院院长的孙运璿（又作孙运璇）1940年代在青岛工作时曾居住于此，现为民居。

#### 曼弗雷德·齐默尔曼住宅旧址（英国驻青岛总领事馆旧址）
沂水路14号位于湖南路15号西侧、沂水路湖南路路口，建于1910年，广包公司（F. H. Schmidt）承建，最初为德籍律师、公证人曼弗雷德·齐默尔曼（Manfred Zimmermann）的住宅。1930年代至1951年，该楼曾为英国驻青岛总领事馆馆址，现为民居，为青岛市历史优秀建筑、市南区一般不可移动文物。
- 1910年代的湖南路，左侧为15号祥福洋行公寓，其右侧可见美国长老会住宅、大法官魏尔克住宅及督署小礼拜堂
- 湖南路15号，2016年
- 1910年代的湖南路沂水路路口，左侧为曼弗雷德·齐默尔曼住宅，其右侧可见祥福洋行住宅
- 英国领事馆旧址，2015年

### 江苏路-青岛路段南侧

#### 安治泰主教公寓旧址
湖南路江苏路路口西南角的湖南路6-8号为“安治泰主教公寓”旧址，始建于1899年，可能由总督府建筑师彼得·贝尔纳茨设计，最初为天主教圣言会的出租公寓，1927至1937年曾为青岛德国学校校址。现为民居，为市南区文物保护单位。

#### 湖南路10-12号圣言会公寓
湖南路10-12号建于1912年，最初亦为天主教圣言会地产，1930年代，福柏医院德国籍院长汉斯·施密特（德語：Hans Schmidt）及主治医师奥古斯特·布洛姆巴赫（August Blombach）、弗里茨·埃特尔（Fritz Eitel）曾在此居住，并在此设立面向私人病号的咨询事务所，现为民居。

#### 湖南路14号祥福洋行住宅
湖南路14号为德占时期的19街区祥福洋行住宅2号楼原址，建于1910年代初，与南侧保存至今的广西路7号（19街区祥福洋行住宅1号楼）同属一个地块且建造年代相同，设计风格相仿，不同之处在于1号楼正立面为两层弧形凸出部，屋顶为蒙莎屋顶，2号楼一层为弧形凸出部，二层檐口起曲线山墙，屋顶为四坡屋顶。该楼南侧的绿地于1960年代插建一座4层宿舍楼，其建筑本身于1990年代初拆除另建宿舍楼，据称俞正声1990年代主政青岛时曾在此居住。
- 湖南路6-8号圣言会安治泰主教公寓，2015年
- 湖南路10-12号圣言会公寓，2015年
- 湖南路14号祥福洋行住宅旧影，右后方为湖南路15号祥福洋行公寓，左后方为胶澳总督府大楼

### 青岛路-安徽路段北侧

#### 胶澳皇家法院旧址
胶澳皇家法院旧址位于德县路2号，南立面临湖南路，建于1912-1914年，由德籍建筑师汉斯·费特考（Hans Fittkau）设计，为德占时期的最后一批公共建筑之一。该建筑自建成后始终为青岛的地方司法机关驻地，现为市南区人民检察院。
- 胶澳皇家法院临湖南路立面
- 胶澳皇家法院旧址东南面，2015年
- 约1913年的湖南路，图中可见多座老建筑，左侧为湖南路20-22号，右侧可见湖南路21号、23-25号，远处可见“四座楼”，天际线附近为胶澳警察公署、警察公寓、水师饭店及安娜别墅

#### 湖南路19号
湖南路19号为一德占时期建筑，约建于1900-1901年间，原用途及业主不详。现为民居，部分房间处于废弃状态。初建时仅有一层，约1908年扩建至两层，另有阁楼及半地下室。该建筑正立面原本有木制敞廊，现已拆除。该建筑为该街区最早建成的建筑。
- 1902年的湖南路远景，可见只有一层的湖南路19号，左侧可见正在建设的莒县路2号毛利公司
- 湖南路19号，2015年
- 湖南路19号北立面，2014年
- 花岗岩墙基及半地下室的窗户，2014年

#### 湖南路21号
湖南路21号亦为德占时期所建，最初用途可能为住宅，1913年地籍图显示其属于一个叫勒珀尔（Röper）的人。

#### 伊伦娜街贝泥各洋行公寓旧址
湖南路23-25号（同时也是明水路6号）始建于1905年，最初为德籍商人赫尔曼·伯恩尼克（Hermann Bernick）与卡尔·波特尔（Karl Pötter）创建的贝泥各洋行所建设的公寓，由公司所有人兼业余建筑师波特尔设计（因此也被称为波特尔公寓）。现为民居，部分房间处于废弃状态。2006年列入第二批青岛市历史优秀建筑名单。
该建筑位于湖南路与明水路的街角，共两层，有蒙莎屋顶阁楼，外立面装饰倾向于德国青年派风格，街角处有一“隐蔽塔楼”及山花，南北立面中央也各有一山花。南立面东端的阳台上有装饰纹路和一对石雕女神头像，该楼因此拥有了“洋人楼”的俗称。这些装饰细节后来均被清除。
- 建造时的公寓，1905年
- 街角的贝泥各洋行公寓
- 街角的湖南路23-25号贝泥各洋行公寓，2015年
- 南侧视角，2015年

### 青岛路-安徽路段南侧

#### 开治酒店旧址
湖南路16号位于胶澳皇家法院南侧对面，建于1913年，最初为美国人威廉·开治（William Katz）所开办的开治酒店（Hotel Katz）。1949年后该楼长期作为民政局办公楼使用，后来该楼处于半废弃状态。2000年列入第一批青岛市历史优秀建筑名单。2013年该楼翻修并成为一家中医院，2016年该楼再次被改造并成为一家旅馆。
- 从左至右为胶澳总督府、开治酒店、胶澳帝国法院，约1914年
- 翻修前的湖南路16号开治酒店旧址
- 翻修后，北立面
- 南立面，2015年

#### 湖南路18号
湖南路18号所在地块德占时期与西侧毛利建筑公司所在地块为同一地块，现湖南路18号为一座建于1952年（主入口旁有“1952”标识牌）的公寓楼，原为财政局宿舍，后改为区政府干部宿舍。
- 湖南路18号，2016年
- 湖南路18号“1952”年份牌，2016年

#### 毛利公司旧址
湖南路莒县路路口的莒县路2号为德国人弗朗茨·克萨维尔·毛勒（Franz Xaver Mauerer）创办的毛利建筑公司的所在地，始建于1902年，胶澳商埠公立图书馆曾设于此。现为民居与临街商铺。2006年列入第二批青岛市历史优秀建筑名单。
该建筑共两层，有阁楼及半地下室，正立面三段式划分，两端各一山墙，墙面以打磨过的花岗岩条石为主要装饰，亦有花岗岩石柱与石雕柱头。
- 莒县路2号毛利建筑公司旧址，2016年
- 高大的门厅，通往建筑内部和后院
- 楼梯柱
- “寰海镜清”匾额，可能是民国时期所留下

#### 魏斯住宅旧址
湖南路20-22号为建于1903年的住宅楼，最初业主为罗达利洋行（Kiautschou Gesellschaft mbH.）青岛分行德籍经理卡尔·魏斯（Carl Weiss），后来该楼与同地块的莒县路5号一同被卖给德籍商人克里斯蒂安·布洛（Christian Buroh）。该楼现为商住楼。2000年列入第一批青岛市历史优秀建筑名单。
该建筑共两层，坡屋顶阁楼上最初铺设有六边形红瓦（俗称“牛鼻子瓦”），后来被悉数换掉。正立面为三段式对称布局，一楼二楼临街都为敞廊，共开有八个拱（现被封死）。两端各有一山花，东端山花上写有业主名字缩写“C-W”，西端山花上写有建造时间“1903”。东西两立面端各有一入口，入口上方装饰为类似于塔楼的样式。在正立面中轴线处及木制大门上均有向日葵浮雕，可能为卡尔·魏斯的家族纹章或个人徽记。
- 德占时期的湖南路，左侧可见魏斯住宅
- 墙面粉刷前的魏斯住宅旧址，可见右侧山墙“1903”年份，约2007年
- 湖南路20-22号魏斯住宅旧址，2016年.jpg
- 东侧山花，可见字母“C-W”
- 西侧山花
- 内部楼梯
- 木门上的向日葵徽记
- 正立面中轴线上的向日葵浮雕

#### “狗熊楼”
湖南路26号建于1923年，因山花顶部原有一狗熊雕塑（据说该熊手里有一个写有年份的横幅）而有“狗熊楼”的俗称（湖南路23-25号“洋人楼”就在其对面）。该建筑三层，有半地下室及谷仓式屋顶阁楼。现为民居。楼内居民曾多次擅自在楼内开“天价厕所”。
- 湖南路26号，2016年
- 德占时期的湖南路，从左至右为贝泥各洋行公寓、毛利公司、魏斯住宅及后侧的馥香洋行、罗达利洋行用房

#### 罗达利洋行
湖南路26号西侧湖南路安徽路路口的中国联通大楼（原邮电局）的原址为德商罗达利洋行（Kiautschou Gesellschaft mbH.，或译胶澳商业公司）的地产，主楼临安徽路，建于1899-1900年，在湖南路上有一附属建筑，约建于1902年。

### 安徽路-中山路段

#### 祥福洋行“小三座楼”
湖南路29号榉园学校址原有外貌设计几乎相同的三栋德式公寓楼，为祥福洋行地产公司于1900年建造的出租公寓楼，为祥福洋行在青岛设计的第一批建筑，俗称“小三座楼”，又与西侧的湖南路31号址合称“四座楼”。这三座建筑的其中一栋曾于1922年后为胶澳商埠财政局驻地，三座楼后来又成为青岛铁路第一小学的校舍。1994年因西楼楼梯损坏，校方曾申请拆除另建，未获同意。同年12月克拉玛依发生火灾，教育部等各部委要求各地明察校舍安全隐患，三座老楼遂于次年被拆除。今榉园学校校内有两栋相连的两层建筑可能是中楼、西楼的后楼遗存。
该组建筑均为两层，带铁皮坡屋顶阁楼（约1910年代铺设红瓦），每座楼前后分为两座相连的楼体。正立面为三段式对称布局，正立面有木制敞廊，有精美的木雕装饰（后来敞廊被砌成砖墙），中央起山花，中楼的山花上还写有建造年份“1900”。
- 初建时的“四座楼”
- “小三座楼”中楼
- “四座楼”，左侧可见贝格学生公寓
- “四座楼”后侧，1901年
- “四座楼”俯拍，后侧可见水师饭店和正在建造的圣言会会馆
- “四座楼”，左侧为今湖南路31号址，约1913年
- 胶澳商埠财政局，1922年
- 20世纪末的“小三座楼”中楼山花，可见年份“1900”及铁路标志

#### 湖南路31号
湖南路31号位于湖南路浙江路路口西北角，原址为祥福洋行建设的两层公寓楼，与东侧对面的“小三座楼”同期建造且设计相似，只是该楼正立面全部为木制敞廊，无山花，屋顶也为歇山顶。德占时期的手绘中文地图将它们合称为“四座楼”。

#### 瓦格纳时装店及湖南路35号
湖南路中山路路口的湖南路35号妇婴医院的位置最初是大丰洋行（J.Beermann Tsingtau）建筑师阿诺·凯尔（Arno Kell）的地产。凯尔先于1899年在该地块北侧建造了一栋中式平房作为其临时住宅，又于约1901-1902年在平房西侧临中山路处设计并建造了一栋单层商业楼。约1902年凯尔将其卖给埃米尔·瓦格纳（Emil Wagner），瓦格纳在此开办时装店。约1903年时装店被扩建至街角，同时时装店东侧建起了一座两层住宅楼，即后来的湖南路35号。后来瓦格纳离开青岛，该地块直接或间接地被卖给礼和洋行经理沈宝德（Adolf Schomburg，或译阿道夫·绍姆堡）。瓦格纳时装店的店面后来曾有过不同的店面身份，最终于1975年拆除。东侧的湖南路35号两层住宅拆除时间则更晚。凯尔的平房可能很早就已拆除。
- 建筑师凯尔的平房住宅
- 约1901-1902年的中山路湖南路路口附近，视角向南，左侧可见只建了临中山路部分的瓦格纳时装店，右侧可见贝格学生公寓
- 三十年代的瓦格纳时装店
- 湖南路35号老住宅，20世纪末

#### 弗勒利希住宅
湖南路30-32号原址曾有一栋单层加蒙莎屋顶的住宅建筑，建于1913年，最初为福利工程局的创办人克里斯蒂安·弗勒利希（Christian Fröhlich）的住宅。该建筑1945年以前即已不存在。

#### 湖南路36-38号
湖南路浙江路路口东南角的湖南路36-38号（也是浙江路3号）建于德占时期的1910年代，为一商业楼。据说该商业楼的主人曾在此酿造青岛的第一桶葡萄酒。后来有德国洋行（一说为福昌洋行，一说为美最时洋行）投资，将其发展为美口葡萄酒厂，该厂后来成为青岛葡萄酒厂 。关于美口酒厂的早期历史，各方说法不一。该建筑于2000年列入第一批青岛市历史优秀建筑名单。

#### 湖南路44-46号
湖南路中山路路口东南角的湖南路44-46号（即中山路17号）约建于1905年。1906至1907年，该建筑曾被保罗·贝伦斯（Paul Behrens）的相宜洋行所租用。1913年地籍图显示该建筑已为伊尔蒂斯山矿泉水厂（Iltisberg Mineralwasserfabrik）的董事魏尔德（C.Wilde）所有。
该建筑高二层，有半地下室及阁楼，临湖南路的北立面两侧各有一山花，临中山路的西立面中央有一山花，街角处有一塔楼，墙面饰以红砖及花岗岩，装饰精美而风格独特，为德占时期商业建筑经典之作之一。1949年后塔楼塔顶被拆除，约2006年仿照重建，但与原建塔楼仍有差异。
该建筑在文保单位名单中的名称为“胶州旅馆”，而“胶州旅馆”实际上指的是其南侧的胶州饭店（Hotel Kiautschou），为平房，现已不存。
- 德占时期的中山路湖南路路口，左侧为瓦格纳时装店，右侧为湖南路44-46号
- 湖南路44-46号（中山路17号），2016年

### 中山路-泰安路段
湖南路在中山路以西的路段现存老建筑较少。
- 约1901年的湖南路中山路路口，左侧为贝格学生公寓，左侧远处可见“四座楼”，瓦格纳时装店和考斯洛夫斯基-林克商业楼均未建成
- 贝格学生公寓，约1913年
- 湖南路39号东莱银行旧址
- 山东铁路公司用房，1908年，建筑左侧为湖南路

#### 贝格学生公寓
湖南路中山路路口西北角的湖南路37号原址为贝格学生公寓（Berger Alumnat），始建于1899年，最初用途及业主不详，曾作为青岛督署学校的学生公寓使用，1960年拆除。

#### 东莱银行大楼旧址
湖南路39号所在地块最初为广包公司（Baufirma F.H.Schmidt）在青岛的工厂，1923年东莱银行新的营业大楼在这里建成，该楼同时也是东莱银行创始人、著名民国实业家刘子山及其家人的住所。1938年该楼被日军强占，成为宪兵司令部。1963年青岛市档案馆迁入该楼。1993年政府将该楼出让给平安保险公司。2002年该公司搬到青岛东部市区，该楼被废弃。2011年该楼被拍卖给莱州商人李宗鑫，次年该楼被修复。现为李宗鑫私人收藏的博物馆。

#### 湖南路62号
湖南路62号为现代风格商业建筑，约建于1940年代。

#### 蒙阴路3号
湖南路蒙阴路路口东南角的蒙阴路3号为老住宅建筑，年代及最初业主不详。

#### 新新公寓
湖南路蒙阴路路口西南角的湖南路72号原址为新新公寓，为华商刘文山投资建设，建筑师刘铨法设计，1936年建成。建筑平面呈长方形，主体高三层，街角部分高四层，花岗岩砌基座，主入口在街角与两侧各设有一个（实际建造时街角处未开设入口），二层至四层设有连续阳台，街角砌有阶梯型山墙，整体风格受现代主义建筑影响。公寓内部一层沿街处设置餐厅，中央为三层通高的礼堂，其上方设玻璃顶棚采光。
该建筑后来扩建至五层高，于1970年代后改为华侨饭店。2000年，该建筑被列入青岛市第一批历史优秀建筑名单。2005年1月遭到房地产开发商破坏，1月16日下午，市文物局局长魏书训及执法人员先后赶到现场阻止。该建筑最终于4月被完全拆除。
- 新新公寓旧影
- 新新公寓设计图

#### 山东铁路公司用房
邻近火车站的湖南路泰安路路口（湖南路西端）曾有一约建于1906年的三段式对称建筑，为山东铁路公司地产，现已不存，原址现为火车站前广场的一部分。